# Ponera scabra
Ponera scabra är en myrart som beskrevs av Wheeler 1928. Ponera scabra ingår i släktet Ponera och familjen myror. Inga underarter finns listade i Catalogue of Life.